# Marek Witczak
Marek Alojzy Witczak (ur. 21 czerwca 1953 w Gryficach) – generał brygady Wojska Polskiego, w latach 2008–2010 Komendant Główny Żandarmerii Wojskowej.

## Życiorys
W 1978, po ukończeniu Wydziału Chemii i Fizyki Technicznej Wojskowej Akademii Technicznej im. Jarosława Dąbrowskiego w Warszawie, przydzielony został do 2 Pułku Zmechanizowanego w Skierniewicach na stanowisko dowódcy plutonu chemicznego. Po czterech latach wyznaczony został, w tej samej jednostce, na stanowisko szefa zabezpieczenia chemicznego. W 1985 przeniesiony został do Szefostwa Wojsk Chemicznych Warszawskiego Okręgu Wojskowego w Warszawie, w którym objął stanowisko szefa Wydziału Technicznego. W następnym roku ukończył Podyplomowe Studia Ochrony środowiska w Wojskowej Akademii Technicznej. W 1987 przeniesiony został do Legionowa i wyznaczony na stanowisko szefa Wojsk Chemicznych 1 Warszawskiej Dywizji Zmechanizowanej im. Tadeusza Kościuszki. Po pięciu latach powrócił do Szefostwa Wojsk Chemicznych WOW, na stanowisko szefa Wydziału Szkolenia. W 1995 został zastępcą szefa, a w kolejnym roku szefem Wojsk Chemicznych WOW. W 1999 ukończył Studia Operacyjno-Strategiczne w Akademii Obrony Narodowej i objął stanowisko pełnomocnika dowódcy Wojsk Lądowych do spraw Informacji Niejawnych. Po trzech latach przeniesiony został do Sztabu Generalnego Wojska Polskiego i wyznaczony na stanowisko szefa Obrony Przed Bronią Masowego Rażenia.
2 stycznia 2008 został Komendantem Głównym Żandarmerii Wojskowej.
Odwołany ze stanowiska został w grudniu 2010.

## Wyróżnienia
Odznaczony Krzyżem Kawalerskim Orderu Odrodzenia Polski (2005).

## Awanse generalskie
- generał brygady – 2004[2]